# Granvinsfjorden
60°28′57″N 6°39′7″Ø / 60.48250°N 6.65194°Ø
Granvinsfjorden er en arm af Hardangerfjorden i Granvin og Ullensvang kommuner i Vestland fylke i Norge. Fjorden er omkring ti kilometer lang, og bredden er for det meste under en kilometer. 
Fjorden har indløb fra Indre Samlafjorden mellem Furenes ved Tjoflot i østsiden og Håstabbenes i vest, og går derfra i nordøstlig retning ind til byen Granvin i bunden af fjorden. Fjorden har bratte sider og er omgivet af op til 1.200 meter høje fjelde.
Riksvei 7 går langs hele vestsiden af fjorden, hvor bygden Kvanndal ligger, omkring to kilometer inde i fjorden. Herfra er der færgeforbindelse over Hardangerfjorden til Utne og Kinsarvik. Tre kilometer længere inde ligger bygden Folkedal. På østsiden, tværs over fjorden fra Folkedal, ligger bygden Hamre. Mellem disse bygder og fjordbunden er der ingen større bebyggelser. 